# Древнечешский язык
Древнече́шский язы́к (чеш. stará čeština, staročeština) — название начального периода в развитии и формировании чешского языка, начинающегося со времени выделения чешского среди других западнославянских языков и заканчивающегося условно к 1500 году (к началу сменяющего древнечешский старочешского периода). В древнечешском языке различают дописьменный и письменный этапы или эпохи.
В древнечешский период в конце XIII — начале XIV века возник чешский культурно-письменный язык, который после трёх веков своего развития достиг расцвета в XVI веке.
Древнечешский язык был распространён прежде всего на территории средневекового Чешского государства.

## Дописьменный этап

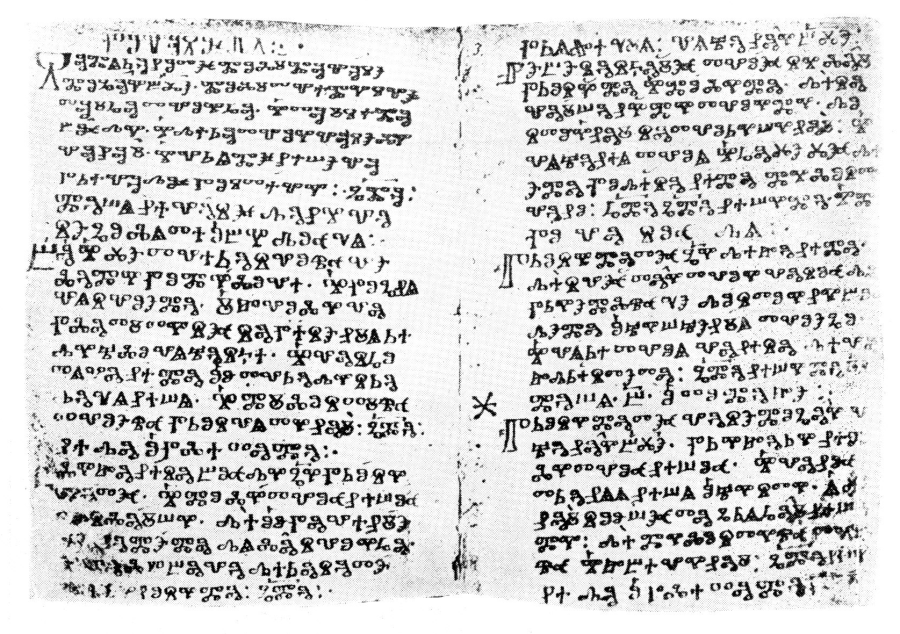
«Киевские листки» X века, написанные глаголицей

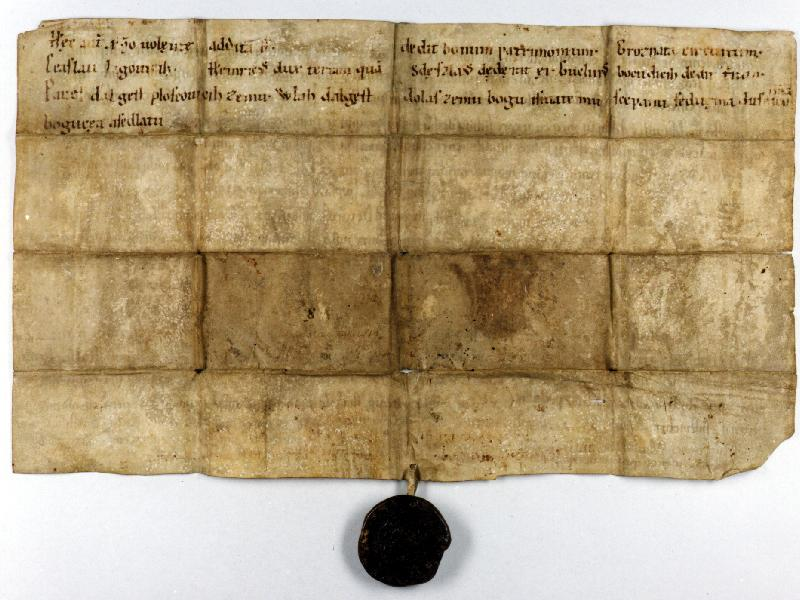
Грамота об учреждении Литомержицкого капитула 1057 года

```
Pauel dal geſt ploſcou<i>cih zemu
Wlah dal geſt dolaſ zemu bogu
i ſuiatemu ſcepanu ſe duema
duſnicoma bogucea a ſedlatu

Павел дал в Плосковицах землю
Влах дал в Доланах землю Богу
и святому Стефану с двумя
душами [крестьян] – Богучея и Седлату

```

Начало дописьменного этапа в истории чешского языка определяется временем обособления диалектов западнославянских племён на территории Чехии и Моравии от племенных диалектов остальной части западнославянского языкового ареала и формирования на их основе языка средневековой чешской народности. Языковые особенности древнечешского языка данного периода встречаются в старославянских и церковнославянских памятниках моравско-чешского извода (с западнославянскими, или чешскими, чертами): в «Киевских листках» X века (с такими формами, как подазь, розьство, просѧце, обѣцѣниѣ, в которых представлены согласные c, z (из *tj, *dj), при старославянских формах типа подаждь, рождьство, просѧще, обѣштаниѥ и т. п.), в «Пражских отрывках» XI века (с сохранением, например, архаичного западнославянского сочетания dl и чешской деназализацией *ǫ в слове модлитвѫ) и т. д.), а также в латинских памятниках с чешскими глоссами. Самая первая записанная по-чешски фраза фиксируется в грамоте об учреждении Литомержицкого капитула, датированной 1057 годом.

## Письменный этап
Первые письменные памятники на древнечешском языке относятся к концу XIII века. В XIV веке сформировался единый тип литературного чешского языка. Письменный этап известен по множеству древнечешских памятников, являющихся главными источниками для изучения истории древнечешского языка, памятники включают литературу как духовного, так и светского характера, представленную самыми различными жанрами.
Графика древнечешских памятников письменности характеризуется постепенным усложнением и совершенствованием системы письма на протяжении всего исторического периода. Начиная с простого типа графики, в котором чешские фонемы переданы с помощью знаков латинского алфавита без учёта особенностей их произношения, графическая система чешского языка сменяется первым и вторым лигатурным типами, в которых фонемы чешского языка, отсутствующие в латинском, переданы при помощи сочетаний букв (лигатур) — диграфов и триграфов. На смену лигатурным типам приходит диакритический, характеризующийся использованием надстрочных знаков — диакритики.

## Лингвистическая характеристика
Для древнечешского языка характерен ряд фонетических и морфологических изменений как дописьменной, так и письменной эпохи, в числе которых отмечаются:
- Перегласовки ä > ě, ’u (> ü) > i, ’o (> ö) > ě.
- Процессы дифтонгизации и монофтонгизации: ě̅ > i̯e > ī; ō > u̯o > ū.
- Общеславянское падение редуцированных.
- Утрата носовых гласных.
- Выпадение j в интервокальном положении (контракция) и стяжение гласных.
- Формирование инициального ударения (на первом слоге) из праславянского подвижного ударения.
- Формирование категории одушевлённости/неодушевленности существительных.
- Утрата категории двойственного числа.
- Утрата синтетических форм прошедших времён глагола и т. д.

## Языковые контакты
На формирование чешского языка в древнечешский период определённое влияние оказал немецкий язык, что в значительной степени связано с процессами языковых немецко-чешских контактов, вызванных средневековой немецкой колонизацией чешских земель (особенно интенсивной с XIII века). Возможным воздействием немецкой фонетики объясняется возникновение перегласовок, дифтонгизаций и монофтонгизаций, некоторые последствия депалатализации согласных. Основное влияние немецкого языка выразилось в многочисленных лексических заимствованиях, результаты языковых контактов прослеживаются в области словообразования, фразеологии, в образовании ряда грамматических форм и синтаксических конструкций, в выражении некоторых семантических категорий и т. д. При этом воздействие немецкого языка по-разному отразилось на чешских диалектах, наддиалектных формах и письменном языке.
XIII—XV века являются периодом первого чешского влияния на польский язык, который характеризуется как непосредственным заимствованием богемизмов польским языком, так и посредничеством чешского языка при заимствованиях латинской и немецкой лексики, кроме того чешский служил для польского языка образцом калькирования.